# Unidos do Mato Grosso
Associação Unidos do Mato Grosso é uma escola de samba de Portugal, sediada em Figueira da Foz.

## Segmentos

### Intérpretes
| Nome                | Mandato | Ref.  |
| ------------------- | ------- | ----- |
| João Martins "Jota" | 2020    | [ 1 ] |

## Carnavais
| Mato Grosso | Mato Grosso | Mato Grosso                                                      | Mato Grosso  | Mato Grosso       | Mato Grosso |
| Ano         | Colocação   | Enredo                                                           | Carnavalesco | Ref               |             |
| ----------- | ----------- | ---------------------------------------------------------------- | ------------ | ----------------- | ----------- |
| 2017        |             |                                                                  |              |                   |             |
| 2018        | Vice-campeã |                                                                  |              | [ 2 ]             |             |
| 2019        | 3º lugar    |                                                                  |              | [ 3 ]             |             |
| 2020        | 3º lugar    | À Descoberta do Reino de Poseidon Compositor:João Martins "Jota" |              | [ 4 ] [ 5 ] [ 1 ] |             |